# Enlèvement des Sabines
Pour les articles homonymes, voir Enlèvement des Sabines (homonymie).

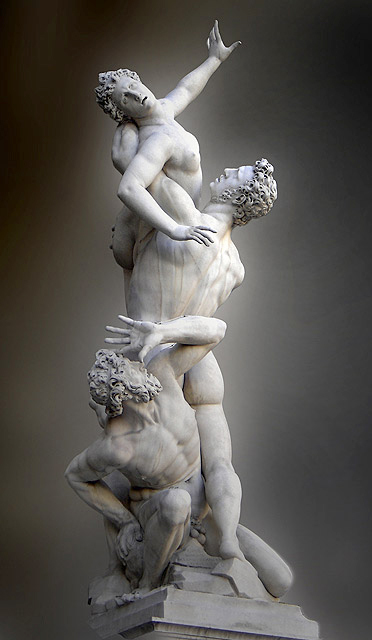
L’Enlèvement des Sabines (1574-82) par Giambologna, dans la Loggia dei Lanzi à Florence.

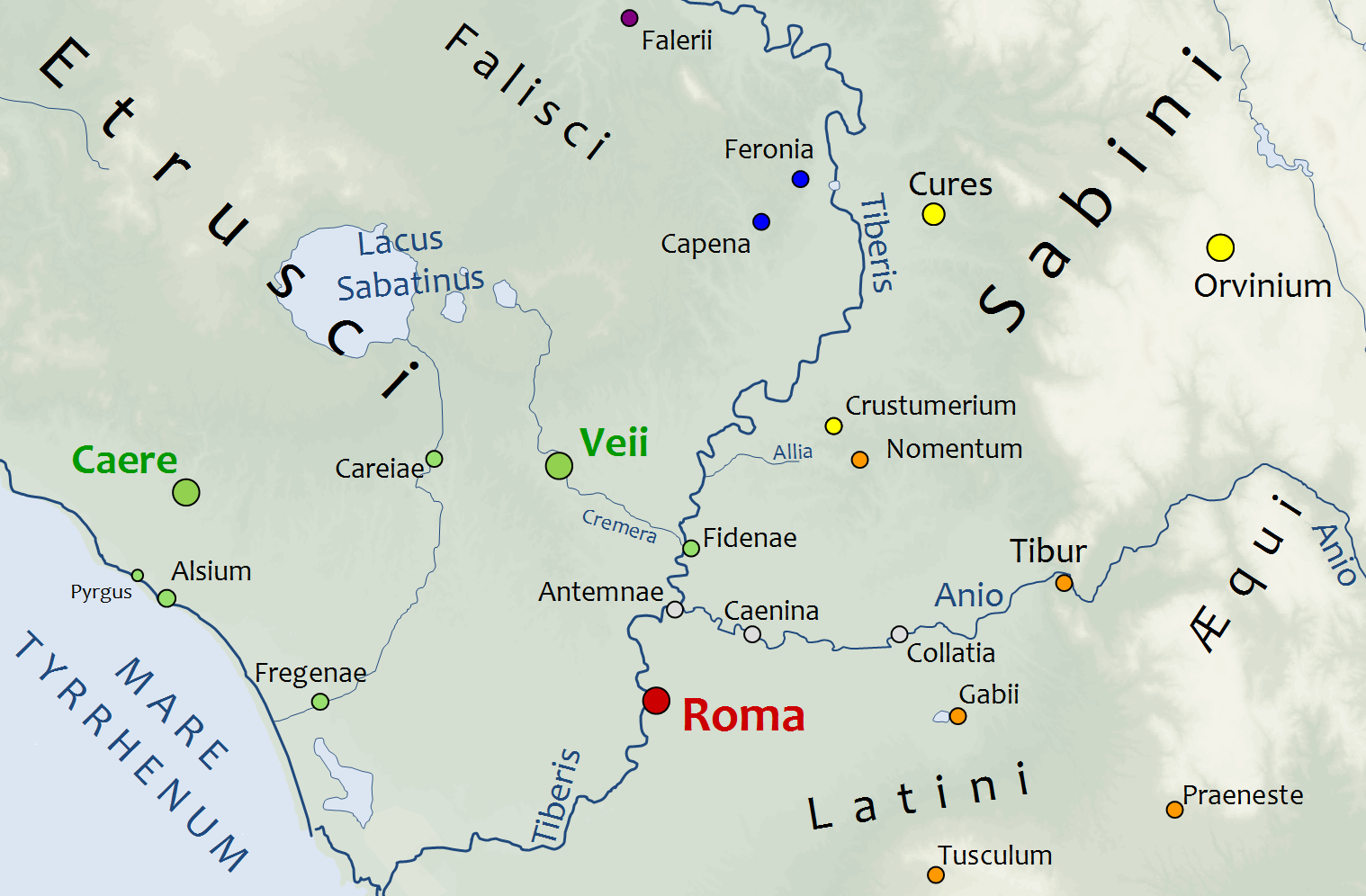
Carte des environs de Rome au début de la royauté au Caenina, Crustumerium et Antemnae se situent au nord-est de l'Urbs.

L’enlèvement des Sabines est un épisode légendaire de l'histoire de Rome au cours duquel la première génération des hommes de Rome se procure des femmes en les enlevant aux autres villes de la région, notamment aux Sabins.
Le comparatiste Georges Dumézil a montré que l'épisode est un récit de fondation reposant sur un schéma hérité indo-européen censé illustrer la création d'une société harmonieuse et complète par l'intégration des trois fonctions, les Sabins ajoutant leurs richesses aux vertus religieuses et guerrières de Romulus et de ses compagnons.
Cette histoire a inspiré de nombreuses œuvres d’art de la Renaissance et de la post-Renaissance, puisqu’elle réunit des exemples propres à montrer le courage et la hardiesse des anciens Romains tout en ayant l’opportunité de dépeindre des personnages à moitié nus et dans une lutte intense et passionnée.

## Entre légende et Histoire

### Enlèvement des Sabines
L'enlèvement des Sabines est un épisode relaté par Tite-Live dans Ab Urbe condita libri, Denys d'Halicarnasse et Plutarque.
L'enlèvement s'est produit tout au début de l'histoire de Rome, peu après sa fondation par Romulus et ses compagnons. Cherchant des femmes pour fonder leurs familles, les Romains négocient avec les Sabins qui peuplent les environs. Craignant la naissance d'une société rivale, les Sabins refusent d'autoriser leurs femmes à épouser des Romains. Ces derniers planifient alors leur enlèvement. Romulus prétexte un festival équestre dédié à Neptune. D'après Tite-Live, beaucoup de peuples voisins participent à cette cérémonie, dont les habitants de Caenina, de Crustumerium, d'Antemnae et de nombreux Sabins. Pendant le festival, au signal de Romulus qui était de prendre les pans de son manteau et de s'en envelopper, les Romains enlèvent les Sabines et repoussent les hommes de leur peuple. Romulus supplie alors les femmes enlevées d'accepter les Romains comme époux,.
Initialement, cette fête aurait été créée en l'honneur de Consus. Les deux dieux ont pu être confondus au fil du temps, d'où l'amalgame souvent fait. Romulus proclame donc que la fête aura lieu avec les voisins de Rome sous le nom de consualia.
Relatant l’épisode plusieurs siècles après, l'historien Tite-Live affirme qu'aucun abus sexuel n'aurait eu lieu. Au contraire, Romulus aurait offert aux Sabines le libre choix et leur aurait promis droits civiques et droits de propriété. Il aurait parlé à chacune d'elles personnellement et leur aurait montré que « cette violence ne doit être imputée qu’à l’orgueil de leurs pères, et à leur refus de s’allier, par des mariages, à un peuple voisin ». Les Sabines ayant accepté cette proposition auraient vécu honorablement dans les liens du mariage, auraient partagé les biens et les droits civiques de leurs époux et auraient été les mères d’hommes libres. 
Mais des historiens mettent aujourd'hui en doute cette narration : « Il n’est pas spécialement valorisant pour les Romains de la fin de la République et du début de l’Empire, comme Tite-Live, de mettre en avant la capture et le viol de femmes. C’est probablement pour cela que le mythe a été modifié et que la partie sur la guerre a été rajoutée, à la faveur des Sabines. » 

### Guerre contre les Sabins et les autres tribus

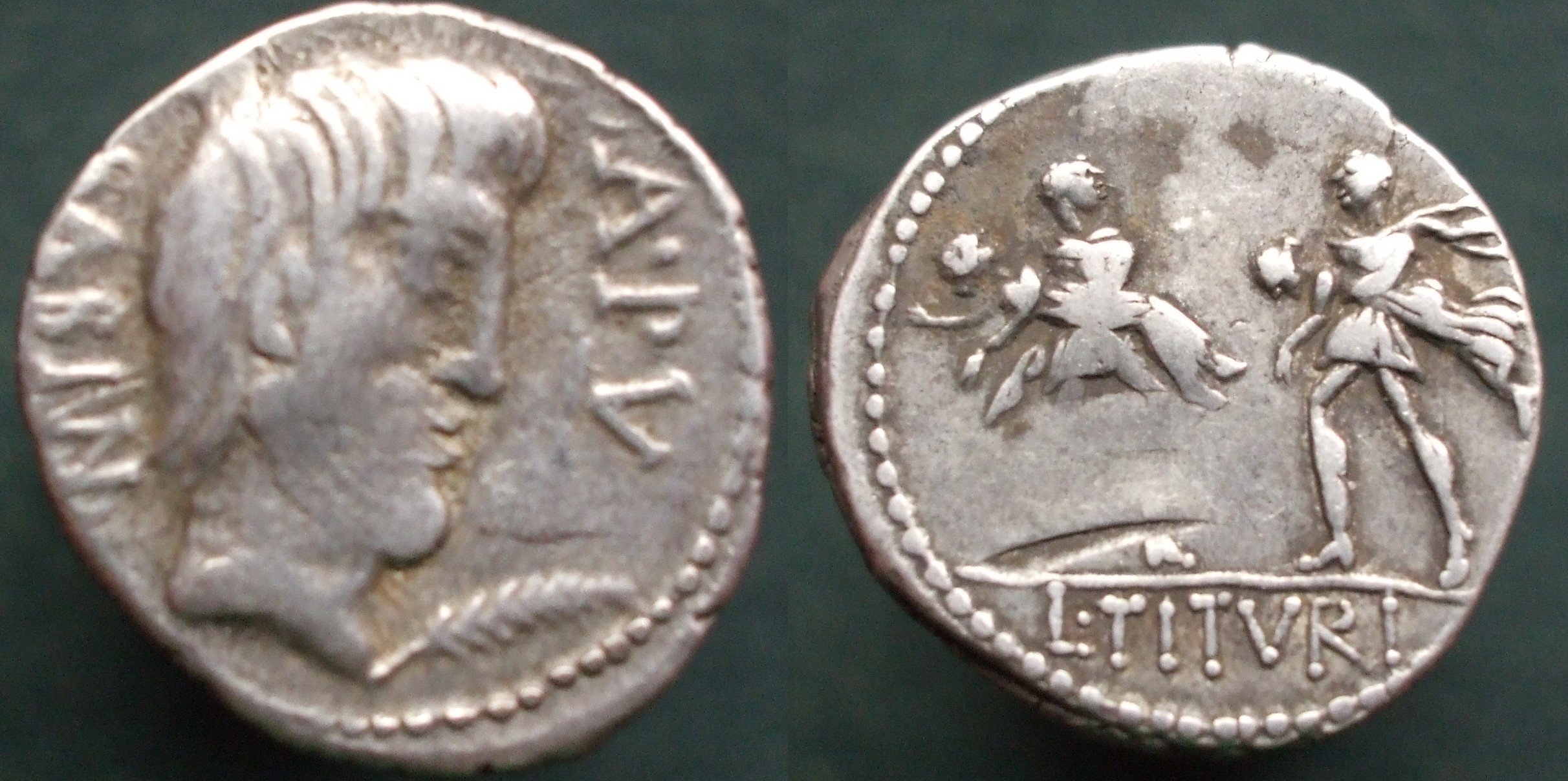
Denier de la gens Tituria 89 av. J.-C. ; au revers, l'enlèvement des Sabines.

Le lieu de la bataille se situe entre les collines du Palatin et du Capitole.

Choqué par l'enlèvement, Acron, le roi de Caenina entre sur le territoire romain avec son armée. Romulus mène les Romains contre les Caeninenses, tue le roi et met l'armée en déroute. Il attaque ensuite Caenina et prend la ville au premier assaut. À son retour à Rome, Romulus dédie un temple à Jupiter Férétrien (un des premiers temples dédié de Rome, d'après Tite-Live) et offre la dépouille du roi comme spolia opima (butin). D'après le Fasti Triumphales, Romulus célèbre la victoire contre les Caeninenses le 1er mars 752 av. J.-C..
Au même moment, l'armée d'Antemnae fait une incursion en territoire romain. Les Romains ripostent et les Antemnates sont défaits et leur ville conquise. D'après le Fasti Triumphales, Romulus célèbre un deuxième triomphe en 752 av. J.-C. sur les habitants d'Antemnae[réf. nécessaire]. Les habitants de Crustumerium lancent également les hostilités, mais leur ville est rapidement conquise par les Romains[réf. nécessaire]. Romulus envoie alors des colonies romaines à Antemnae et Crustumerium et de nombreux citoyens de ces villes émigrent vers Rome (en particulier les familles des femmes capturées)[réf. nécessaire].
Menés par leur roi Titus Tatius, les Sabins déclarent également la guerre aux Romains. Ils parviennent presque à conquérir la ville grâce à la trahison de Tarpeia. Tarpeia, fille de Spurius Tarpeius, gouverneur de la citadelle sur la colline du Capitole, ouvre les portes aux Sabins en échange de ce qu'elle pense être des bracelets en or. Au lieu de cela, les Sabins l'écrasent à mort avec leur bouclier et elle est jetée du rocher qui porte son nom depuis, la roche Tarpéienne,,.
Les forces romaines attaquent alors les Sabins qui sont en possession de la citadelle. L'avancée romaine est conduite par Hostus Hostilius alors que le front sabin est mené par Mettius Curtius. Quand le premier tombe sous les coups de l'adversaire, les lignes romaines cèdent et se retirent à la porte du Palatium. Là, Romulus rassemble ses hommes et, promettant de bâtir un temple à Jupiter Stator à cet endroit même, il mène les Romains à nouveau à la bataille. L'affrontement se poursuit. Mettius Curtius est désarçonné et fuit la bataille, les Romains prennent alors le dessus.
Les femmes sabines interviennent à ce moment-là pour réconcilier les belligérants :

« [Elles] sont allées, courageuses, au milieu des projectiles, leurs cheveux défaits et leurs vêtements déchirés. Courant dans l’espace entre les deux armées, elles essayèrent d’arrêter tout nouvel affrontement et de calmer les passions en appelant leurs pères dans l’une des armées et leurs maris dans l’autre à ne pas appeler la malédiction sur leurs têtes et la souillure du parricide sur celle de leur descendance, en salissant leurs mains du sang de leur beau-fils et beau-père. Elles criaient : « Si ces liens de parenté, si ces mariages vous sont odieux, c'est contre nous qu'il faut tourner votre colère ; c’est nous qui sommes la cause de cette guerre. Nous préférons mourir plutôt que de survivre à nos maris ou à nos pères, de rester veuves ou orphelines ». L'émotion gagne à la fois les soldats et les chefs. Non contents de faire la paix, ils réunissent en un seul les deux États, mettent la royauté en commun, transportent le siège à Rome. »

Après la réconciliation, les Sabins acceptent donc de former une seule nation avec les Romains et le roi des Sabins, Titus Tatius, dirigera Rome, conjointement avec Romulus, jusqu'à sa mort, cinq ans plus tard. Les Sabins, nouveaux habitants de Rome, s'installent sur la colline du Capitole qu'ils avaient conquise durant la bataille.

### Théories sur l'origine du mythe
Des chercheurs ont vu des parallèles entre l'enlèvement des Sabines, la guerre entre les Ases et les Vanes de la mythologie nordique et le Mahābhārata de la mythologie hindoue.[réf. nécessaire]

L’Enlèvement des Sabines, Niccolò Bambini. L'artiste du XVIII a peint ce sujet au moins deux fois.

À propos de ces parallèles, James Patrick Mallory, archéologue et professeur d'archéologie à l'université Queen's de Belfast, argumente :

« Fondamentalement, les parallèles concernent la présence de représentants des premières et deuxièmes fonctions [magico-juridiques et guerrières] du côté des vainqueurs qui, finalement, soumettent et intègrent des personnages ayant une troisième fonction comme les Sabines ou les Vanes. L’Iliade a également été examinée sous cet angle. La structure ultime du mythe est donc que la société proto-indo-européenne n’a pu naître que d’une fusion après-guerre entre les sociétés. »

A la différence de la pratique attestée du Ver sacrum chez d'autres peuples italiques, la légende de l'enlèvement des Sabines se rapproche des Männerbund, troupe d'hommes typique des cultures indo-européennes qui ici trouvent leurs compagnes chez un peuple voisin.
Toutefois ces données traditionnelles ne peuvent être plus anciennes que la société héroïque du IIIe millénaire. Elles mettent aux prises de sociétés stratifiées de rang égal, dont une seule est installée. Le récit ne remonte pas aux origines (mésolithiques) de la culture indo-européenne mais accompagne sa dislocation.

## Représentations artistiques
De nombreuses œuvres représentent cet épisode et puisent leur inspiration dans la violence des anciens Romains et la souffrance des femmes[réf. nécessaire]. Du côté des personnages masculins, on trouve notamment des figures rendues de façon héroïsante, à moitié dénudées, dans une lutte violente.
Représenté dès la République romaine, le sujet est très populaire durant la Renaissance. Il est utilisé comme symbole de l’importance centrale du mariage pour la pérennité de la famille et de la culture. Cette thématique permet également à l'artiste de démontrer son habileté pour représenter les figures féminines, mais également masculines dans des poses extrêmes. Elle est souvent reproduite dès le XVe siècle sur des cassoni, puis quelque temps après sur de nombreux tableaux. Il est souvent fait une comparaison avec la thématique du massacre des Innocents dans le Nouveau Testament.
|                                                                                   |
| Jacques Stella, milieu du XVIIe siècle, musée d'art de l'université de Princeton. |

|                                                                                          |
| Giovanni Francesco Romanelli, XVIIe siècle, Grand cabinet de la reine (musée du Louvre). |

|                                                       |
| Jacopo Ligozzi, 1605-1615, Detroit Institute of Arts. |

|                                                                          |
| Johann Heinrich Schönfeld, 1640, musée de l'Ermitage à Saint-Pétersbourg |

|                                                                     |
| Luca Giordano, 1672-1674, National Gallery of Victoria à Melbourne. |

|                                                                         |
| Sebastiano Ricci, v. 1700 Collections du prince de Liechtenstein, Vaduz |

|                                                                       |
| Giambattista Tiepolo 1717-1718 Musée de l'Ermitage, Saint-Petersbourg |

### Pierre de Cortone

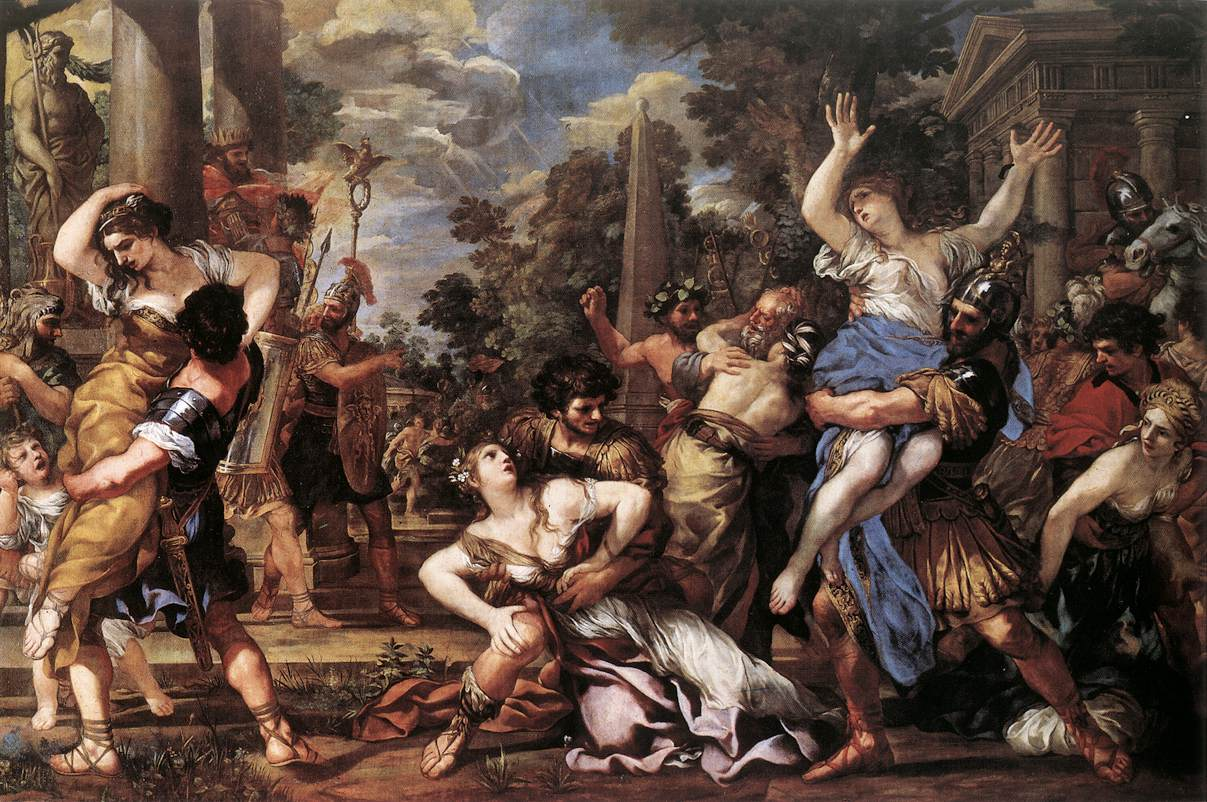
Ratto delle Sabine (L’Enlèvement des Sabines) par Pietro da Cortona, 1627-1629, Musées du Capitole, Rome.

Pierre de Cortone, peintre et architecte italien du baroque, peint L’Enlèvement des Sabines en 1627, à la suite d'une commande de l'un de ses mécènes. Le tableau est conservé au musée du Capitole, à Rome.

### Edgar Degas

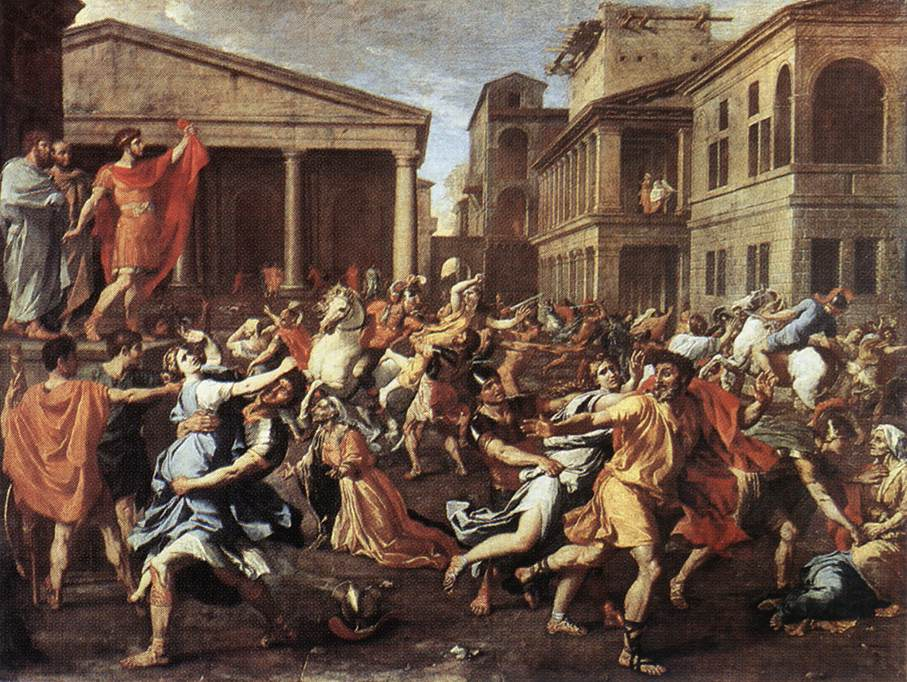
L'enlèvement des Sabines, Nicolas Poussin, 1637–1638, Musée du Louvre, Paris

Edgar Degas reçut la permission de copier des tableaux au Louvre en 1853 alors qu'il n'a que dix-huit ans. Il est surtout intéressé par les grandes œuvres de la Renaissance italienne et de son propre héritage classique français, d'où la création d'une copie détaillée de la peinture de Nicolas Poussin située à droite.

### Giambologna
Giambologna, sculpteur italo-flamand du XVIe siècle, a sculpté une représentation de ce thème avec trois figures (un homme soulevant une femme dans les airs tandis qu'un deuxième homme s'accroupit) dans un seul bloc de marbre. Cette sculpture est considérée comme le chef-d'œuvre de Giambologna. À l'origine, elle est conçue comme une démonstration de la capacité de l'artiste à créer un groupe sculptural complexe, son sujet, le légendaire enlèvement des Sabines, à la demande de François Ier de Médicis alors grand-duc de Toscane qui choisit de l'exposer au public dans la Loggia des Lanzi sur la piazza della Signoria à Florence.
Le lieu proposé pour l'exposition de la sculpture, en face de la statue de Persée de Benvenuto Cellini, a suscité des suggestions selon lesquelles le groupe devrait illustrer un thème spécifique, avec l'enlèvement d'Andromède par Phinée. Les enlèvements respectifs de Proserpine et d'Hélène sont également évoqués comme thème possible pour cette statue. Il est finalement décidé que la sculpture devait être identifiée comme l'une des vierges sabines.
L’œuvre est signée OPVS IOANNIS BOLONII FLANDRI MDLXXXI (le travail de Johannes de Boulogne de Flandres, 1582). Un premier bronze préparatoire comportant seulement deux figures se trouve dans le musée de Capodimonte à Naples. Giambologna a ensuite retravaillé le schéma, cette fois avec une troisième figurine, dans deux modèles en cire actuellement au Victoria and Albert Museum de Londres. Le gesso à taille réelle de l'artiste pour préparer la réalisation de la sculpture est exécuté en 1582, puis exposé à la Galleria dell'Accademia de Florence.
Les miniatures de la sculpture en bronze, produites dans le propre studio de Giambologna et imitées par des copistes, sont un élément de base des collections de spécialistes dès le XIXe siècle.

### Nicolas Poussin

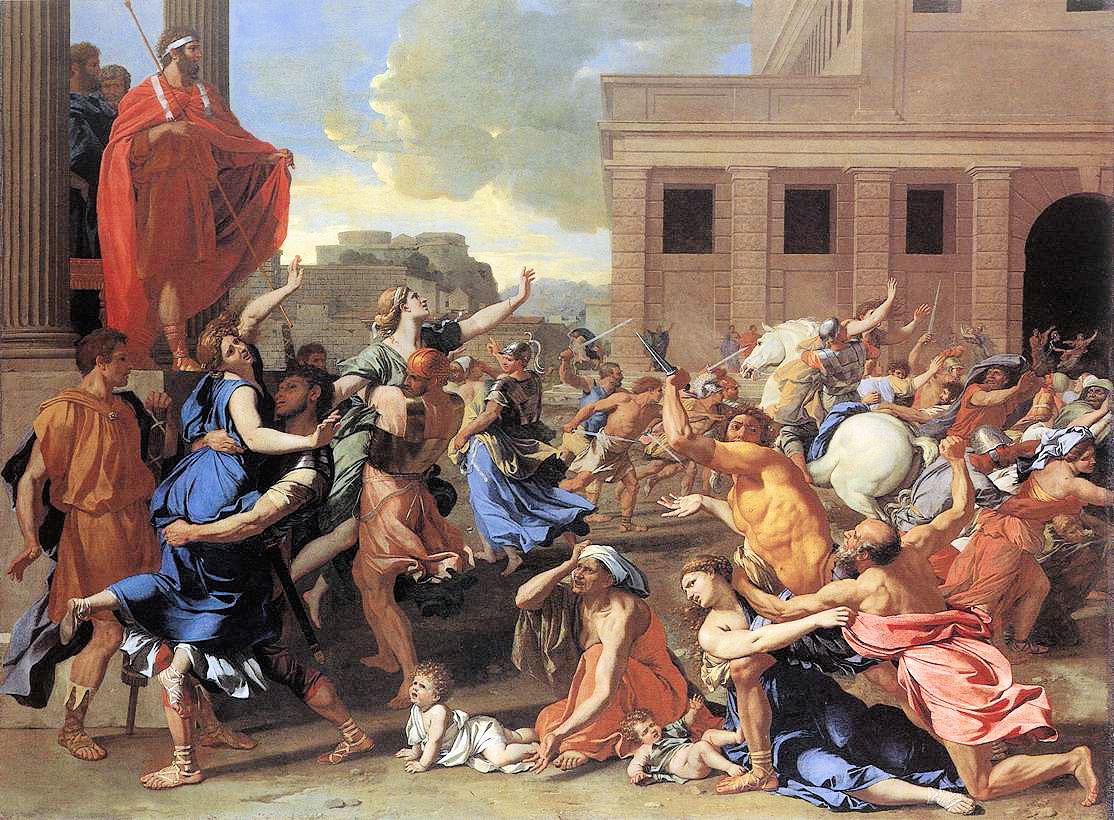
L'enlèvement des Sabines, Nicolas Poussin, 1634-1635, Metropolitan Museum of Art, New-York.

Nicolas Poussin a peint deux tableaux majeurs sur le thème de l’enlèvement des Sabines, ce qui lui permet de montrer toute l’étendue de ses connaissances de l’Antiquité ainsi que sa maîtrise des relations complexes entre les personnages. L’un des tableaux, exposé au Metropolitan Museum of Art, a été peint à Rome, entre 1634 et 1635. Il décrit Romulus, à gauche, qui donne le signal de l’enlèvement.
La deuxième version, peinte entre 1637 et 1638 et exposée au Musée du Louvre, montre qu’il n’a pas épuisé le sujet, même si certains personnages principaux sont identiques. La composition architecturale de l’œuvre s’avère également plus complexe.

### Pierre Paul Rubens

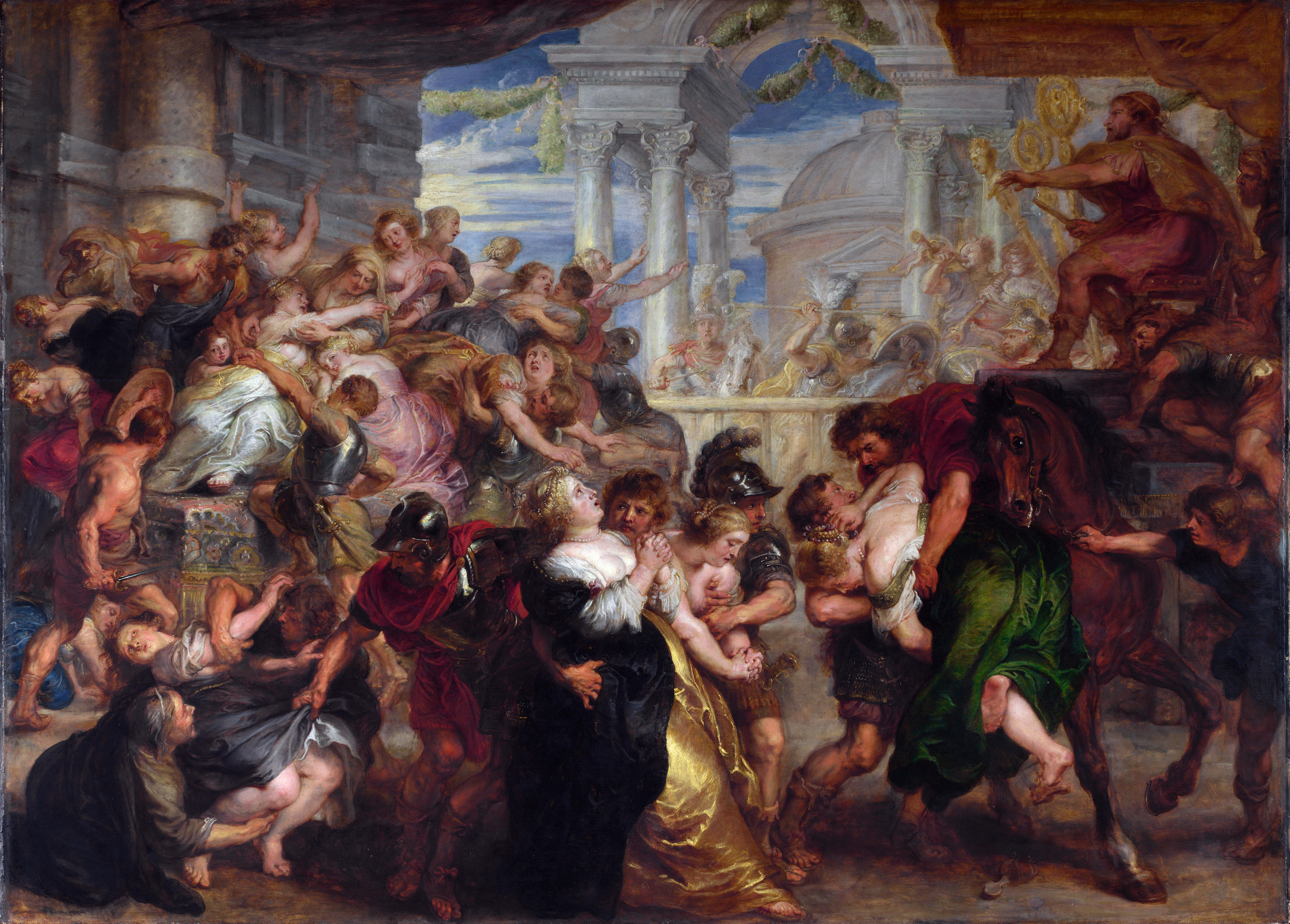
Enlèvement des Sabines, Rubens, 1635-1640, National Gallery, Londres.

Pierre Paul Rubens a peint l’enlèvement des Sabines entre 1635 et 1640. Le tableau est exposé à la National Gallery de Londres.
Deux esquisses font partie de la collection de la Banque Belfius à Bruxelles : l'enlèvement des Sabines et la réconciliation des Romains et des Sabins.

### Jacques-Louis David

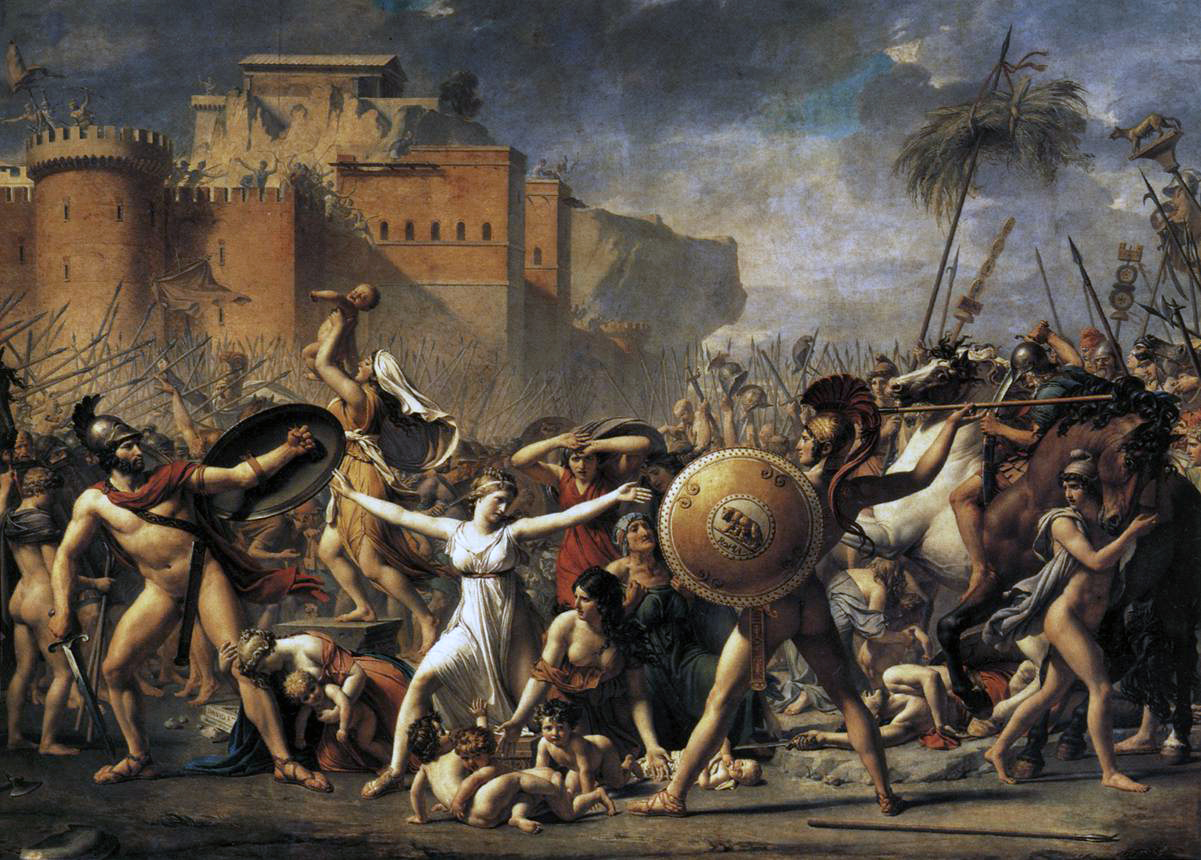
Les Sabines, Jacques-Louis David, 1799, Musée du Louvre, Paris

Jacques-Louis David peint lui, entre 1796 et 1799, non l'enlèvement des Sabines, mais un épisode ultérieur où les Sabines interviennent pour séparer les Romains, désormais leurs maris, et les Sabins. L’œuvre est exposée au musée du Louvre.
Jacques-Louis David commence à travailler à partir de 1796, lorsque la France est en guerre avec d'autres nations européennes et après la période révolutionnaire marquée par le règne de la Terreur et la réaction thermidorienne, durant laquelle David lui-même est emprisonné comme partisan de Robespierre. Après que son épouse, dont il est séparé, lui ait rendu visite en prison, il conçoit l'idée de raconter l'histoire, pour honorer sa femme, avec la thématique de l'amour dominant le conflit. La peinture est également considérée comme un plaidoyer pour que le peuple se réunisse après l'effusion de sang de la révolution.
La peinture représente la femme de Romulus Hersilia, mais également la fille de Titus Tatius le chef des Sabins, se précipitant entre son mari et son père et plaçant ses bébés entre eux. Dans la scène, Romulus se prépare à frapper un Titus Tatius en train de se replier avec sa lance, mais hésite. D'autres soldats sont déjà en train de ranger leurs épées.
L'éperon rocheux en arrière-plan est la roche Tarpéienne. Les Romains se trouvent à la droite et les Sabines à la gauche de l'image.

### John Leech

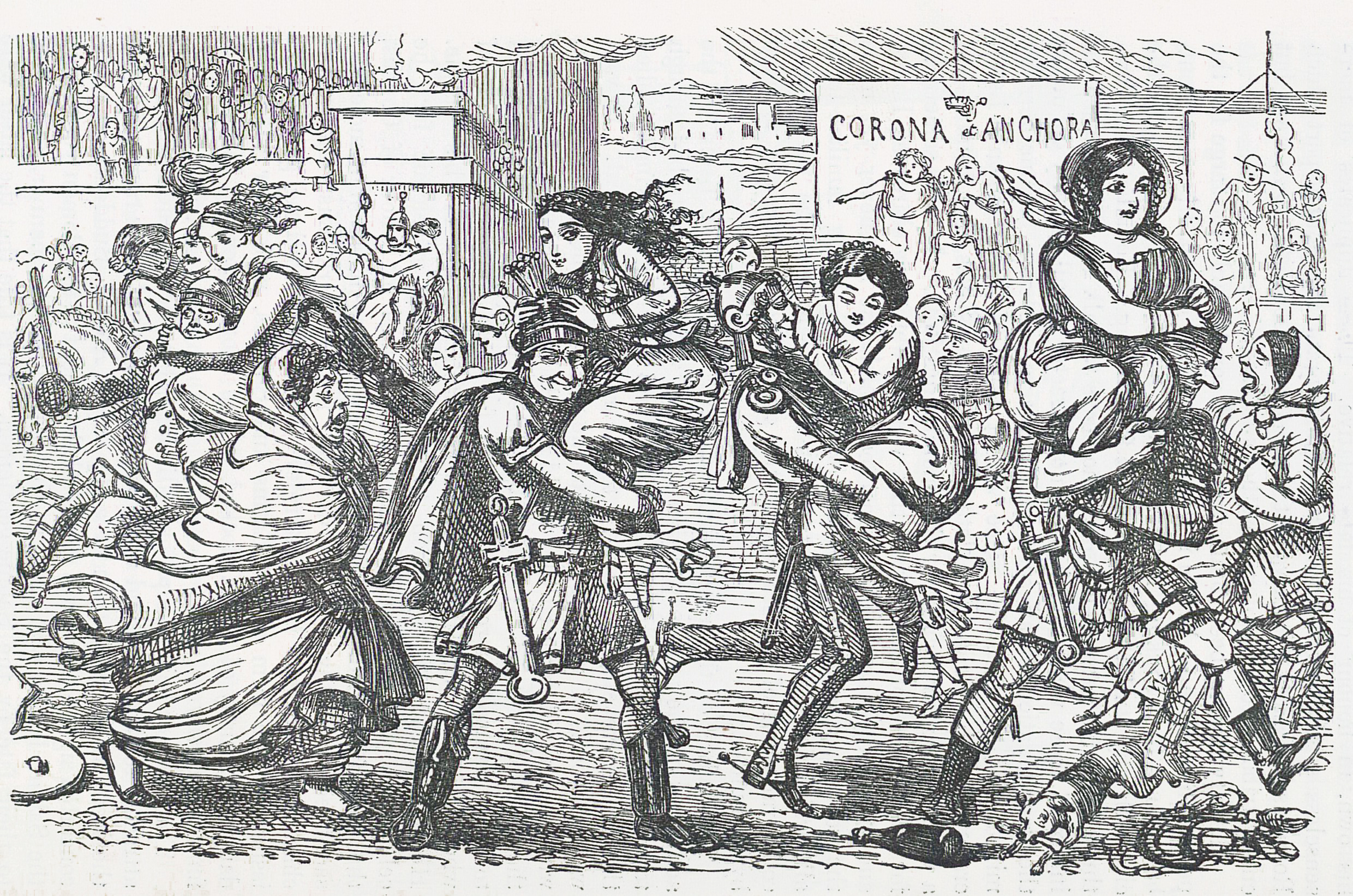
Version satirique de l'enlèvement des Sabines par le caricaturiste John Leech.

John Leech, caricaturiste anglais du XIXe siècle, inclut, dans son Histoire Comique de Rome, une description de l’enlèvement des Sabines. Les femmes représentées, avec un anachronisme assumé, en tenues victoriennes y sont enlevées de Corona et Ancora (i.e. « Couronne et ancre », un logo de pub anglais commun dans les villes de bord de mer).

### Pablo Picasso
Entre 1962 et 1963, Pablo Picasso peint plusieurs versions du thème des Sabines, qui se trouvent au musée des beaux-arts de Boston, au Musée national d'art moderne de Paris, ou au Veletržní palác à Prague. Ces « déconstructions » sont fondées sur la version de David, elles font se confondre le début et la fin de l’histoire et décrivent Romulus et Titus Tatius comme des brutes écrasant les personnages d’Hersilia, l’épouse de Romulus, et son enfant. Picasso use d'une ironie cruelle pour montrer les horreurs de la guerre : ainsi, Romulus n'est pas armé d'une lance digne d'un chef d'armée mais d'une sorte d'énorme coutelas de boucher.

### Charles Christian Nahl
À la demande du riche homme d'affaires Edwin B. Crocker, Charles Christian Nahl peint entre 1870 et 1871 trois tableaux sur ce sujet, intitulées The Abduction, The Captivity et The Invasion, qui sont aujourd'hui conservés au Crocker Art Museum de Sacramento.

## Littérature, cinéma et télévision
Le romancier américain Stephen Vincent Benét a écrit une nouvelle, appelée The Sobbin' Women, parodiant la légende (Les femmes « Sobbines », sobbin’ signifiant en anglais « sanglotantes »). Cette nouvelle sera adaptée au théâtre dans la comédie musicale Seven Brides for Seven Brothers (« Sept fiancées pour sept frères ») qui raconte l’histoire de sept frères, sincères mais gauches, dont l’un se marie, encourageant les autres à trouver une partenaire. Ils rencontrent des jeunes filles à leurs goûts durant la construction d’une grange, mais leurs proches les empêchent de les courtiser. Suivant l’exemple des Romains, ils les enlèvent. Et comme dans la légende, les femmes, indignées au départ, finissent par rendre les armes.
Dans une nouvelle de Saki, The Schartz-Metterklume Method, la légende est parodiée par le personnage principal, la malicieuse Lady Carlotta.
L’une des premières adaptations cinématographiques de cet épisode de la mythologie romaine est un film muet italien réalisé par Ugo Falena en 1910.
En 1961, un film franco-italo-yougoslave Il Ratto delle Sabine est réalisé par Richard Pottier, avec Roger Moore et Francis Blanche. L'année suivante sort El Rapto de las Sabinas, un peplum espagnol basé sur le même thème et dirigé par Albert Gout.
L’une des dernières adaptations est L’enlèvement des Sabines, une œuvre vidéo sans dialogue produite en 2005 par Eve Sussman et la Rufus Corporation.

## Annexe

#### Fonds ancien
- Denys d'Halicarnasse, Antiquités romaines. .
- Plutarque, Vies parallèles : Vie de Romulus (lire sur Wikisource).
- Tite-Live, Histoire romaine (lire sur Wikisource).

#### Ouvrages

##### Ouvrage historique
- Gérard A Jaeger (préf. Hervé Morin), Prises d'otages : de l'enlèvement des Sabines à l'affaire Betancourt, Paris, L'Archipel, 2008, 285 p. (ISBN 978-2-8098-0121-7).

##### Ouvrages sur les œuvres d'art
- (en) John Wyndham Pope-Hennessy, Italian High Renaissance & Baroque Sculpture, Phaidon Press, 1996 (ISBN 0-7148-3016-X).
- (en) Saki H. H. Munro, Beasts and Super-Beasts : Beasts, LGF/Livre de Poche, 2005 (1re éd. 1914), 281 p. (ISBN 978-0-8386-3759-3, lire en ligne). .
- (en) James Patrick Mallory, In Search of the Indo-Europeans : Language, Archaeology and Myth, Thames & Hudson Ltd, 1989 (ISBN 0-500-05052-X). .
- (en) Walter Friedlaender, Nicolas Poussin : A New Approach, Harry N. Abrams, 1964.
- (en) Liam E. Semler, The English Mannerist Poets and the Visual Arts, Madison N.J. : Fairleigh Dickinson University Press, 1998, 281 p. (ISBN 978-0-8386-3759-3, lire en ligne). .

##### Roman
- Émilie de Turckheim, L'enlèvement des Sabines : roman, Paris, Éditions Héloïse d'Ormesson, DL, 2018, 206 p. (ISBN 978-2-35087-433-3).

#### Articles
- Pierre Lambrechts, « Consus et l'enlèvement des Sabines », L'Antiquité Classique, t. 15-1,‎ 1946, p. 61-82 (DOI 10.3406/antiq.1946.2762). .
- (en) Roberta Smith, « The Rape of the Sabine Women : Present at an Empire’s Corrupted Birth », The New York Times,‎ 2007.  (lire en ligne)